# Potamitissa
Potamitissa (griechisch Ποταμίτισσα) ist eine Gemeinde im Bezirk Limassol in der Republik Zypern. Bei der Volkszählung im Jahr 2021 hatte sie 65 Einwohner.
Im Dorf befinden sich die Kirchen Panagia Eleousa und die Kapelle Chrysomyrousa.

## Name
Der Name des Dorfes ist mit der Tradition des Baus einer Kirche am Ufer des Flusses Ambelikos verbunden. Der Überlieferung nach bestimmte die Jungfrau Maria den Ort, an dem die Kirche gebaut werden sollte, und weil dieser Ort neben dem Fluss lag, wurde die Kirche Panagia Potamitissa genannt. Das Dorf erhielt seinen Namen von diesem Namen.

## Lage und Umgebung

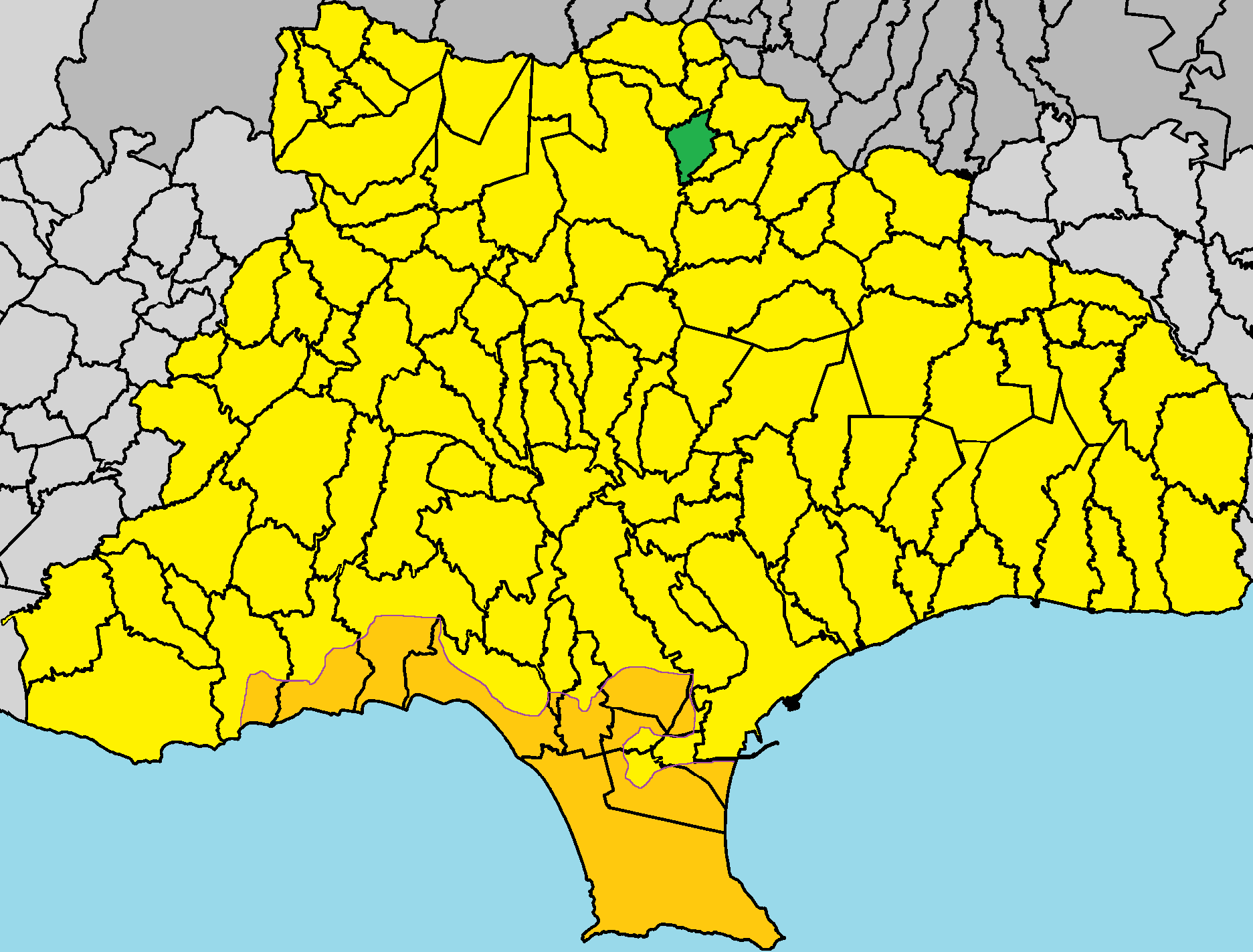
Lage im Bezirk Limassol

Potamitissa liegt in der geografischen Region Pitsilia auf der Mittelmeerinsel Zypern auf einer Höhe von etwa 845 Metern, etwa 37 Kilometer nördlich von Limassol. Das 4,70209 Quadratkilometer große Dorf grenzt im Westen an Pelendri, im Norden an Dymes und Agridia, im Westen an Agros und im Süden und Südwesten an Kato Mylos. Das Dorf kann über die Straßen E806, E923, F947 und F949 erreicht werden.
Die natürliche Umgebung von Potamitissa umfasst Platanen, Erlen und Pappeln. Der Fluss Ambelikos fließt aus dem Dorf. Obstbäume wie Pfirsiche, Pflaumen, Äpfel, Birnen, Aprikosen und Gemüse werden angebaut. Außerdem gibt es Oliven und Weinreben.

## Geschichte
Laut Nearchos Clerides wurde Potamitissa nach der Zerstörung des großen Dorfes Rogia gegründet. Dieses Dorf wurde von den Karamanen überfallen. Die Bewohner des Dorfes suchten Zuflucht in einem benachbarten Gebiet am Ufer des Flusses Ambelikos, wo heute Potamitissa gebaut wird. Laut Forschern gab es in der Gegend, in der das Dorf gebaut wurde, ein byzantinisches Kloster, das der Panagia Potamitissa geweiht war, wo die aus dem Dorf Rogia Geretteten Zuflucht fanden.
Rogia war ein großes Dorf mit vier Kirchen und wurde durch den Überfall der Karamanen völlig zerstört, unbekannt wann, aber wahrscheinlich vor der venezianischen Besetzung (1489–1570). Dies wird durch die Existenz einer hölzernen venezianischen Brücke im Dorf belegt, die abgerissen wurde, um eine neue zu bauen, die für die Durchfahrt von Autos haltbar ist. Die Tradition sagt, dass der Bau der Brücke durch die Venezianer auf die hervorragende Qualität und den Geschmack der Würste und Schinken zurückzuführen war, die im Dorf zubereitet wurden und sogar in Venedig begehrt waren. Die Existenz eines Klosters in der Gegend ist durch Berichte von Reisenden aus dem Mittelalter belegt, und es scheint, dass der Übergang der Menschen und der Bau einer Siedlung um ihn herum aufgegeben wurden.

### Bevölkerungsentwicklung
| Jahr      | 1881 | 1891 | 1901 | 1911 | 1921 | 1931 | 1946 | 1960 | 1976 | 1982 | 1992 | 2001 | 2011 | 2021 |
| Einwohner | 118  | 149  | 146  | 162  | 153  | 161  | 262  | 339  | 281  | 199  | 116  | 70   | 62   | 65   |